# パチンコ必勝ガイド
パチンコ必勝ガイド（パチンコひっしょうガイド）は、白夜書房→ガイドワークスが発行するパチンコ情報誌。1988年11月創刊。No.1～3までが同社の他雑誌の増刊での発行で好評だったのでNo.4（1989年6月号・5月6日）から正式創刊で月刊化。1992年10月から毎月第1・第3木曜日の月2回の発行、2016年1月からは再び毎月7日発売の月刊誌に戻り、パチンコ必勝ガイドMAXを姉妹誌として新創刊させこちらを毎月20日発売とし、月2回刊の体裁を維持している。

## 概要
毎月7日に発行されている月刊誌。白夜書房の名物編集者として有名な末井昭が創刊編集長を務めたことでも知られる。同誌は、ライバル誌として知られている双葉社刊の老舗雑誌『パチンコ攻略マガジン』（1年前の1987年12月に発行）の次に創刊されたパチンコ情報誌である。
編集を担当する多くのライター陣の個性が強く、その各ライターのファンも多い。それゆえにライター陣がパチンコ店でのイベントやTVのパチンコ番組等に出演することが多いのも特徴であるといえる。同社のパチンコ漫画誌『漫画パチンカー』にも、本誌のライターが数多く登場している。その他、前述の末井や大崎一万発（元編集長）など、パチンコ業界に影響力を持つ人物を多数輩出している。
2012年に発生した白夜書房の関連会社における不祥事（詳細は白夜書房#事件を参照）の影響から、同年4月に新会社として株式会社ガイドワークスが設立されたことに伴い、本誌もパチンコ・パチスロ情報誌等と共に発行元を同社に移管することになった。

## ライター
順番はペンネームの五十音順。
- 雨宮める
- 栄華
- かおりっきぃ☆
- 邦彦
- グレート巨砲
- ゲンスイ
- コーキー
- 坂良井健
- ささけん
- 佐藤B子
- さよまろ
- しゅんく堂
- 神保美佳
- ゼットン大木
- 担当Ｘ
- ちょび
- ヅラプロ森藤
- トロ（DJラオウ）
- ドラゴン広石
- トラマツ
- なおきっくす★
- 成田ゆうこ
- バイク修次郎
- ベイビー雅
- マリブ鈴木
- 三橋玲子
- ムム見間違い
- モデル・オノ
- 森本レオ子
- 安田一彦
- ヤッシー
- 湯川舞

## パチンコ
CRパチンコ必勝ガイド（サンセイアールアンドディ、2001年8月設置開始）
業界初の雑誌とのタイアップ機。『パチンコ必勝ガイド』が企画し、読者からアイディアを公募して実現した。演出の一部は読者投稿から採用されている。

## ゲーム
過去に本誌がモチーフとなったゲームソフトが発売されている。
- 『パチンコ必勝ガイド ポケットパーラー』（1999年11月、ジャパンヴィステック、ネオジオポケット用ゲームソフト）
- 『パチンコ必勝ガイドデータの王様』（1999年12月、BOSSコミュニケーション、ゲームボーイ用ゲームソフト）
- 『ザ・パチンコホール MARUHAN・パチンコ＆パチスロ必勝ガイド』（2009年6月、日本一ソフトウェア、ニンテンドーDS用ゲームソフト）

## 関連誌
- 『漫画パチンカー』 - パチンコ漫画誌。毎月27日発売。
- 『漫画パチンカーオリジナル』 - パチンコ漫画誌。偶数月12日発売。